# Боброво (селище, Приморський район)
Боброво (рос. Боброво) — селище в Приморському районі Архангельської області Російської Федерації.
Населення становить 1325 осіб. Входить до складу муніципального утворення Боброво-Лявленське поселення.

## Історія
Від 2004 року входить до складу муніципального утворення Боброво-Лявленське поселення.

## Населення
| 2002 | 2009  | 2010  | 2012  |
| ---- | ----- | ----- | ----- |
| 1219 | ↗1411 | ↘1139 | ↗1325 |